# Elphos moesta
Elphos moesta là một loài bướm đêm trong họ Geometridae.